# ThirtyTwo
ThirtyTwo är ett snowboard-företag som tillverkar specialgjorda snowboardskor. De har ägnat sig åt utvecklingen av sina snowboardskor sedan företagets begynnelse på det sena 1900-talet. Bland teamåkarna återfinns den svenska snowboardstjärnan Hampus Mosesson.